# Gisela Hernández
Gisela Hernández Gonzalo (Cárdenas, Cuba, 15 de setembre de 1912 - L'Havana, 23 d'agost de 1971) va ser una compositora, pedagoga, directora coral i investigadora cubana. Com a compositora va ser una de les més representatives del període neocolonial.

## Biografia
Hernàndez estudia a l'Havana, al Bach Conservatory, amb Maria Muñoz de Quevedo durant els anys 1930–35, i al Conservatori Municipal amb el compositor i director barceloní Josep Ardèvol Gimbernat durant els anys 1940–44. El 1944 marxa cap a EU i allà estudia al Peabody Conservatory de Baltimore, amb Gustav Strube i Theodore Chandler fins al 1947.
Entre 1947-1953 dirigeix el cor de l'Havana i fins al 1962 també fa de professora i administradora al conservatori Hubert de Blanck. Allà, juntament amb Olga De Blanck Martín (directora del conservatori), desenvolupa un nou sistema pedagògic musical que va influenciar molt en l'educació musical mexicana. També amb De Blanck co-funda l'editorial Ediciones de Blanck i és converteix en una influència publicant, en gran part, edicions crítiques de la música de Ignacio Carvantes.
Després de la Revolució Cubana (1959) imparteix classes al Instituto Nacional de Cultura (L'Havana) i es converteix en assessora de diverses organitzacions educacionals i governamentals. El seu interès per la política li va proporcionar tenir vincles amb el govern de Fidel Castro a canvi de la seva activitat com a professora de música i compositora. També va ser membre del Grupo Minorista, el qual liderava un moviment per a incorporar sons afro-cubans en altres formes de música com la de tradició clàssica.
A principis dels anys 40 forma el Grupo de Renovación Musical juntament amb Argeliers León, Harold Gramatges, Hilario González, Edgardo Martín i Serafín Pró i dirigida per Josep Ardèvol, amb unes bases que proposaven:
1. Organitzar concerts i conferències per donar a conèixer, cultivar i difondre la bona música segons les més pures tendències del moment.
2. Crear consciència artística al país
3. Tractar de fer una obra constant de crítica orientadora i constructiva sobre els problemes importants de la música

La seva estètica compositiva té cabuda dins del llenguatge contemporani, neoclàssic i impressionista. Com a compositora escrivia normalment per a petits grups vocals, per a cor i cambra, però també va compondre per a piano sol i orquestra. Amb la seva Suite coral (1942), amb text de Federico García Lorca, guanyà el Premi Nacional de Composició de Cuba l'any 1944.
Als seus últims anys adopta, en les seves obres, una estètica nacionalista inspirada per compositors com Manuel Saumell i Ignacio Cervantes. Durant aquest període utilitza cada cop més material melòdic i rítmic de les músiques afro-cubanes, emprant formes com el son i la guajira. Una de les obres que representen aquest període és Tríptico (1967) amb lletra del poeta cubà Nicolás Guillén.

## Obra
- Triptico, song cycle, 1967 (Text: Guillén, poeta)

“Palma sola” “¡Ay, señora mi vencia!” “Sangres derramadas”
- Deprisa tierra, deprisa (Nueve canciones) (Text: Juan Ramón Jiménez)
- Diálogo (Nueve canciones) (Text: Dulce María Loynaz)
- Huerto de marzo (Nueve canciones) (Text: Federico García Lorca)
- Mi corazón lo tragó el mar (Nueve canciones) (Text: Mirta Aguirre Carreras)
- Romancillo (a Nueve canciones) (Text: Federico García Lorca)
- Sólo por el rocío (Nueve canciones) (Text: Federico García Lorca)
- Tránsito (Nueve canciones) (Text: Rabindranath Tagore)
- Única mar (Nueve canciones) (Text: Mirta Aguirre Carreras)
- Voy a medirme el amor (Nueve canciones) (Text: Dulce María Loynaz)

Hernández també va compondre música de cambra i per a piano sol, orquestra i cor.
- Zapateo cubano: para piano, 1954 - 14 p.